# Равнины Японии
Данная статья описывает равнины Японии.
Япония — гористая страна, и равнин в ней немного, а имеющиеся невелики. Большинство равнин аллювиальные. Крупнейшей равниной является Канто на острове Хонсю, её площадь составляет 17000 км². За ней следуют равнина Исикари (3800 км²) и Токати (3600 км²) на Хоккайдо, Осакская равнина (1600 км²) и Ноби (1800 км²) на Хонсю. Крупнейшие равнины с их плодородными землями являлись центрами, где развивалась японская культура, накапливались богатства и власть.
Японское определение равнины (яп. 平野 хэйя) отличается от общепринятого и включает в себя холмистые зоны и терассы (речные и морские). Поэтому в зависимости от определения равнины занимают от 35 % до 14 % территории страны. Большая часть равнин расположена у побережья или вытянута вдоль рек.
Прибрежные аллювиальные равнины начали образовываться в Японии около 5000 лет назад. Большинство равнин сложено возвышенностями плейстоцена и аллювием голоцена.